# Joseph Dirick
Joseph Dirick (* 1895 in Wanze; † 26. November 1944 im KZ Groß-Rosen) war ein belgischer römisch-katholischer Geistlicher und Märtyrer.

## Leben
Joseph Dirick wurde als Sohn eines Schriftsetzers in Antheit, Ortschaft der Gemeinde Wanze bei Huy, zwischen Lüttich und Namur, geboren. Er wurde 1920 zum Priester geweiht und war 14 Jahre Vikar in Huy (an den Kirchen Saint-Pierre und Notre-Dame). 1934 wurde er Pfarrer von Rawsa (Ombret-Rawsa, in der Gemeinde Amay) und 1942 Pfarrer der Kirche Saint-Léonard in Huy.
Wegen Widerstandsaktivitäten wurde er am 8. Dezember 1943 festgenommen und kam in das KZ Groß-Rosen, wo er am 26. November 1944 im Alter von 49 Jahren starb.